# Girls Just Want to Have Fun
Girls Just Want to Have Fun è una canzone scritta da Robert Hazard nel 1979 e riadattata da Cyndi Lauper nel 1983 per il suo album di debutto She's So Unusual.

## Descrizione
La versione che Cyndi Lauper propone è contraddistinta da sonorità pop e da falsetti acuti che fanno di Girls Just Want To Have Fun uno dei brani più celebri della cantante newyorkese.
Il singolo Girls Just Want to Have Fun (1983) è stato pubblicato in un vinile da 7" con Right Track Wrong Train, non presente nell'album She's So Unusual, e in un vinile da 12", in cui è presente una versione estesa di Girls Just Want To Have Fun, una versione strumentale dal titolo Fun With V. Knutsn e un riarrangiamento, dal titolo Xtra Fun.

## Video musicale
Il video tratto dalla canzone diventerà un vero e proprio cult. Nel video Cyndi attraversa tutte le fasi della vita di una donna, trascinando un gruppo di ragazze delle più disparate classi sociali con lei in giro per le strade di New York.
Il video inizia con Cyndi che balla scatenata tornando a casa, mentre una stereotipata madre casalinga (interpretata dalla vera mamma della cantante, Catrine) l'attende. Lei inizialmente l'asseconda ma poi le grida in faccia che le ragazze vogliono divertirsi, e fa così anche col padre (l'allora wrestler Capitan Lou Albano). La ragazza chiacchiera con le amiche al telefono, poi si mette a cantare mentre guarda un film in bianco e nero, quindi esce di casa in cerca delle amiche per far quindi ritorno a casa con loro ma anche con diversi ragazzi e alcuni uomini di mezz'età. Uno dei ragazzi, probabilmente il fidanzato (interpretato da Steve Forbert) le porterà un mazzo di fiori. Finale del video con i festeggiamenti nella stanza della protagonista, tra lo sconcerto dei genitori.
Nel gennaio del 2022, a dodici anni dalla sua pubblicazione e a quasi quarant'anni dall'uscita del singolo, il video musicale ha superato il miliardo di visualizzazioni su YouTube.

## Tracce
7"
- Lato A

1. Girls Just Want to Have Fun – 3:55 (R. Hazard)

- Lato B

1. Right Track Wrong Train – 4:40 (C. Lauper, E. Greenwich, J. Kent)

12"
- Lato A

1. Girls Just Want to Have Fun (Extended Version) – 6:08 (R. Hazard)

- Lato B

1. Fun With V. Knutsn (Instrumental) – 7:10
2. Xtra Fun – 5:05

## Classifiche

### Classifiche settimanali
| Classifica (1984)             | Posizione massima |
| ----------------------------- | ----------------- |
| Australia                     | 1                 |
| Austria                       | 3                 |
| Belgio (Fiandre)              | 4                 |
| Canada                        | 1                 |
| Francia                       | 2                 |
| Germania                      | 6                 |
| Irlanda                       | 1                 |
| Italia                        | 4                 |
| Norvegia                      | 1                 |
| Nuova Zelanda                 | 1                 |
| Paesi Bassi                   | 4                 |
| Regno Unito                   | 2                 |
| Stati Uniti                   | 2                 |
| Stati Uniti (dance club)      | 1                 |
| Stati Uniti (mainstream rock) | 16                |
| Sudafrica                     | 3                 |
| Svezia                        | 5                 |
| Svizzera                      | 6                 |

### Classifiche di fine anno
| Classifica (1984) | Posizione |
| ----------------- | --------- |
| Australia         | 9         |
| Austria           | 29        |
| Belgio (Fiandre)  | 20        |
| Canada            | 9         |
| Francia           | 22        |
| Italia            | 18        |
| Nuova Zelanda     | 7         |
| Regno Unito       | 32        |
| Stati Uniti       | 15        |

## Hey Now (Girls Just Want to Have Fun)
Anche se Girls Just Want To Have Fun è stata reinterpretata più volte da altri artisti, Cyndi Lauper la ripropone nel 1994 per il suo greatest hits Twelve Deadly Cyns...and Then Some, in una versione più rilassata, reintitolata Hey Now (Girls Just Want To Have Fun).

### Tracce
CDS
1. Hey Now (Girls Just Want To Have Fun (Single Edit) – 3:39
2. Hat Full Of Stars – 4:27 – pubblicato nel Regno Unito come CD#1

Maxi
1. (Hey Now) Girls Just Want to Have Fun (Single Edit) – 3:39
2. (Hey Now) Girls Just Want to Have Fun (Mickey Bennett's Version) – 4:09
3. (Hey Now) Girls Just Want to Have Fun (Sly & Robbie's Home Grown Version) – 4:16
4. (Hey Now) Girls Just Want to Have Fun (Vasquez Remix) – 5:04
5. Girls Just Want to Have Fun (Original Version) – 3:54 – pubblicato per il mercato europeo, e nel Regno Unito come CD#2

12"
- Lato A

1. Hey Now (Girls Just Want To Have Fun) (Pop Goes The Dancehall) – 5:04
2. Hey Now (Girls Just Want To Have Fun) (Dancehall Main) – 5:46
3. Hey Now (Girls Just Want To Have Fun) (Harder Dancehall Remix) – 5:46
4. Hey Now (Girls Just Want To Have Fun) (Home Grown Version) – 4:16

- Lato B

1. Hey Now (Girls Just Want To Have Fun) (Lounge Mix) – 6:12
2. Hey Now (Girls Just Want To Have Fun) (Lounge Dub) – 6:00
3. Hey Now (Girls Just Want To Have Fun) (Carnival Version) – 6:04

- pubblicato per il mercato europeo

### Classifiche

#### Classifiche settimanali
| Classifica (1994) | Posizione massima |
| ----------------- | ----------------- |
| Australia         | 62                |
| Belgio (Fiandre)  | 50                |
| Finlandia         | 12                |
| Francia           | 3                 |
| Germania          | 56                |
| Irlanda           | 10                |
| Nuova Zelanda     | 4                 |
| Regno Unito       | 4                 |
| Svezia            | 38                |
| Svizzera          | 37                |
| Classifica (1995) | Posizione massima |
| Stati Uniti       | 87                |

#### Classifiche di fine anno
| Classifica (1994) | Posizione |
| ----------------- | --------- |
| Regno Unito       | 34        |

## Girls Just Wanna Have Fun X Set Your Heart
Mentre nel 2005 Cyndi Lauper reinterpreta Girls Just Want to Have Fun con un nuovo arrangiamento, insieme al duo-pop giapponese Puffy AmiYumi, per la raccolta The Body Acoustic, nel 2009 per il solo mercato giapponese Girls Just Want To Have Fun viene riproposto in una versione mash up, nel singolo-remix Girls Just Wanna Have Fun X Set Your Heart.

## Cover
- Nel 2000 la cantante britannica Lolly ha pubblicato una cover di Girls Just Want to Have Fun come secondo singolo estratto dal suo secondo album.
- Una cover del brano realizzata da Miley Cyrus è inclusa nel suo album del 2008, Breakout.
- Il singolo del DJ italiano Gabry Ponte e del DJ belga Henri PFR The Feeling contiene un campionamento di Girls Just Want to Have Fun.[34]
- La band statunitense Chromatics ha realizzato una cover di Girls Just Want to Have Fun contenuta nell'omonimo singolo per l'etichetta Italians Do It Better pubblicato nel 2015.
- La cantautrice L'Aura ne ha inciso una versione per la colonna sonora del film The Cage - Nella gabbia del 2023.